# Andreï Kolesnik
Andreï Vladimirovitch Kolesnik (en russe : Андрей Владимирович Колесник) est un joueur russe de volley-ball né le 23 juin 1991. Il mesure 2,03 m et joue attaquant. Il totalise 35 sélections en équipe de Russie.

## Clubs
| Club                   | De        | À   |
| ---------------------- | --------- | --- |
| Iaroslavitch Iaroslavl | 2009-2010 | ... |

## Palmarès
- Championnat du monde des moins de 21 ans (1)
  - Vainqueur : 2011
- Championnat d'Europe des moins de 21 ans (1)
  - Vainqueur : 2010